# Historia de la ética

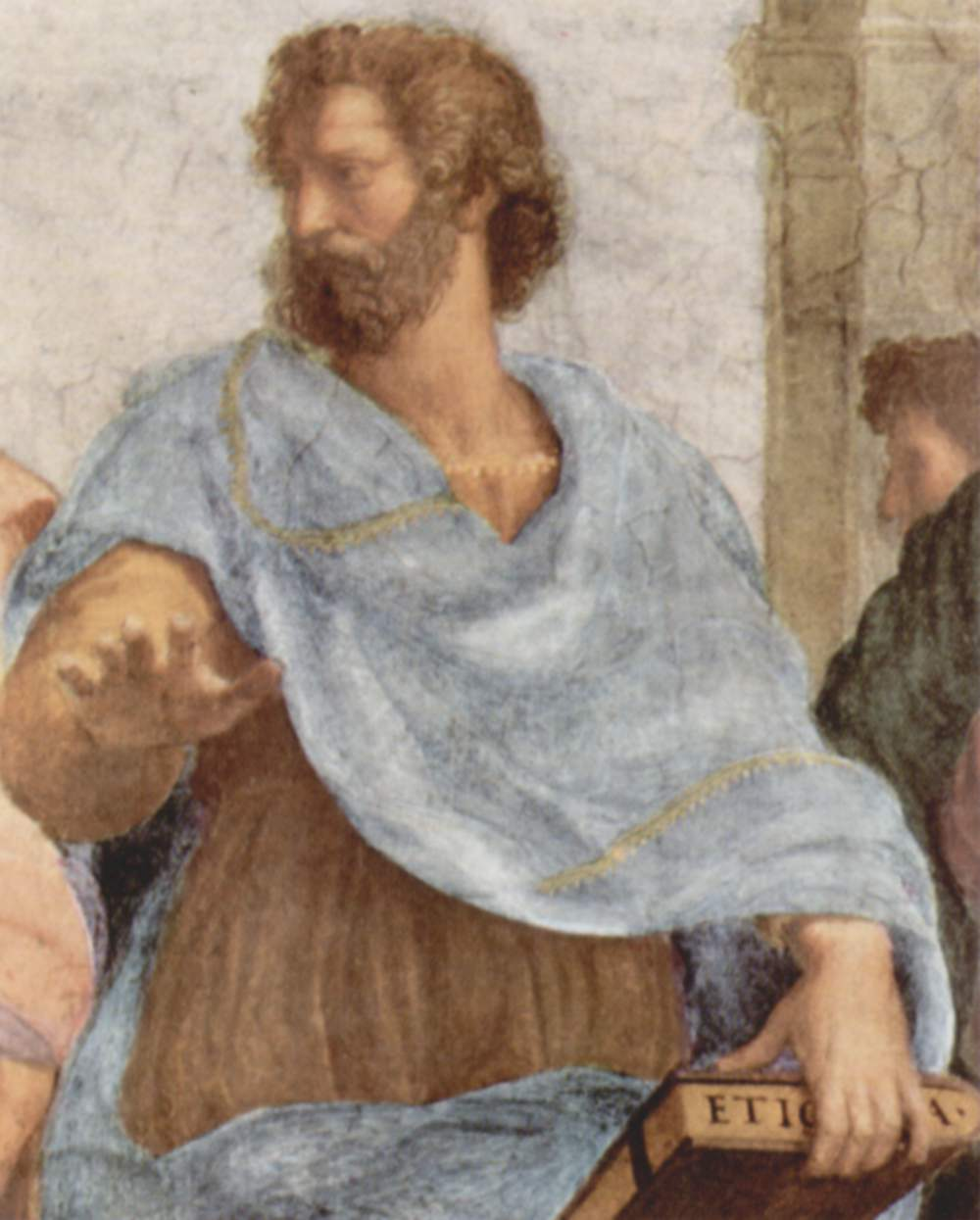
Retrato de Aristóteles, de la Escuela de Atenas.

La ética es la rama de la filosofía que examina la conducta moral correcta e incorrecta, los conceptos morales (como la justicia, la virtud y el deber) y el lenguaje moral. La ética o filosofía moral es una rama de la filosofía que «implica sistematizar, defender y recomendar conceptos de conducta correcta e incorrecta». El campo de la ética, junto con la estética, se ocupa de cuestiones de valor y, por tanto, comprende la rama de la filosofía llamada axiología.
Varias teorías éticas plantean diversas respuestas a la pregunta «¿cuál es el mayor bien?», y elaboran un conjunto completo de comportamientos adecuados para individuos y grupos. Las teorías éticas están estrechamente relacionadas con formas de vida en diversos órdenes sociales.

## Orígenes
Los poemas épicos que se encuentran al comienzo de muchas literaturas mundiales, como la Epopeya de Gilgamesh, la Ilíada de Homero y las Eddas islandesas, retratan un conjunto de valores que se ajustan al fuerte líder de una pequeña tribu. El valor y el éxito son las principales cualidades de un héroe y, por lo general, no están limitados por consideraciones morales. La venganza y la vendetta son actividades apropiadas para los héroes. Los dioses que aparecen en tales epopeyas no son defensores de los valores morales, sino fuerzas caprichosas de la naturaleza, y deben ser temidos y propiciados.
Ocasionalmente, se encuentran afirmaciones más estrictamente éticas en la literatura de civilizaciones antiguas dirigida a las clases más bajas de la sociedad. Tanto el Almanaque del granjero sumerio como Instrucción de Amenemope aconsejan a los granjeros que dejen algo de grano para los espigadores pobres y prometen favores de los dioses por hacerlo. Varias religiones antiguas y pensadores éticos también propusieron alguna versión de la regla de oro, al menos en su versión negativa: no hagas a los demás lo que no quieres que te hagan a ti.

## Ética griega antigua
Si bien el pensamiento moral griego se basó originalmente en la mitología, que proporcionaba un significado moral, pero no un marco integral, a partir del año 600 a. C. surgió un nuevo enfoque moral que utilizaba argumentos racionales, lo que llevó al surgimiento de la filosofía como un modo distinto de pensamiento. Esto se ha atribuido especialmente a Sócrates. El método socrático tenía como objetivo establecer verdades morales cuestionando las creencias de los demás, en lugar de explicarlas directamente. Se opuso al relativismo moral de los sofistas, insistiendo en la formulación de principios morales desde el principio. Como se describe en La República de Platón, articula el bien supremo como la «forma trascendente del bien mismo». En su vida personal, Sócrates vivió de manera extremadamente moral. Era casto, disciplinado, piadoso, responsable y se preocupaba por sus amigos. En el llamado dilema de Eutifrón, planteó el problema de, si la acción divina estaba motivada por ser buena, o si era buena porque era divina. En Gorgias, defiende la idea de que es mejor sufrir una injusticia que cometerla.
La obra clave de la ética de Platón fue la República, que se centró en concebir la justicia, un concepto que para Platón incluía también una moralidad más amplia. En un diálogo, Trasímaco argumentó que la moralidad convencional era una artimaña inventada para mantener a la élite en el poder, que debería descartarse en favor del interés propio. Platón respondió planeando una utopía y dando una teoría metafísica de lo que es bueno. Sostuvo que había cinco regímenes en los que se podían dividir las diferentes sociedades, siendo el mejor la aristocracia, en la que «los deseos de los inferiores están controlados por la sabiduría y los deseos de los pocos superiores». Por el contrario, la democracia conduciría a la degradación de la cultura y la moralidad, y él argumenta que «no se puede esperar que la libertad extrema conduzca a nada más que un cambio hacia la esclavitud extrema».  Mientras que la gente común vivía en una ilusión, como lo demuestra la alegoría de la caverna, la teoría de las formas sugería que las definiciones objetivas, tal como las buscaba Sócrates, realmente existían. La forma más elevada era la del Bien, que daba propósito a todo en el mundo y solo podía ser entendida por los filósofos.
La ética de Aristóteles se basa en la de Platón, aunque con importantes variaciones. Aristóteles definió el bien como «aquello a lo que apuntan todas las cosas». Si bien diferentes personas y actividades perseguían muchos bienes diferentes, el bien que se perseguía por sí mismo era el bien supremo, o lo que él llamó eudaimonia, que se ha traducido como «felicidad», pero que puede describirse más ampliamente como «florecer», e implica «vivir bien y hacerlo bien», no un mero placer (que a su vez seguirá). Un ciudadano de «gran alma» que vive una vida virtuosa puede esperar alcanzar la eudaimonia, que, según Aristóteles, es el bien supremo para el hombre. Siguiendo a Platón, Aristóteles otorga un papel importante en la vida moral a las virtudes, hábitos fijos de conducta que conducen a buenos resultados; las principales virtudes son la valentía, la justicia, la prudencia y la templanza. La forma más elevada de vida es, sin embargo, la actividad puramente intelectual. Sin embargo, para él, las virtudes son simplemente los medios para un fin. Además, no estaba de acuerdo con Platón en cuanto a que existía un bien trascendental universal y, en cambio, veía la ética como algo práctico y particular. Más bien, las virtudes deberían basarse en encontrar el punto medio entre los extremos.
Las escuelas de filosofía griegas posteriores, como los epicúreos y los estoicos, debatieron las condiciones de la buena vida. Ambas escuelas argumentaron que la tranquilidad debería ser el objetivo de la vida, pero no estuvieron de acuerdo sobre el medio para llegar allí, a pesar de que ambas afirmaban seguir la tradición socrática.  Epicuro enseñó que el mayor bien era el placer y la ausencia del dolor. Sin embargo, esto último era más importante, ya que debían evitarse las indulgencias para que no condujeran a la miseria y, por tanto, el sufrimiento. En cambio, los epicúreos enfatizaron el disfrute tranquilo de los placeres, especialmente el placer mental, libre de miedo y ansiedad. Fundados por Zenón de Citio, los estoicos pensaban que el mayor bien no era el placer, sino la razón, y todo lo que está de acuerdo con la razón, aunque sea doloroso. Por tanto, elogiaban la vida de la razón vivida de acuerdo con la naturaleza. Habían sido influenciados por el ascetismo y la indiferencia ante la adversidad de los cínicos y Sócrates. La aceptación de lo inevitable se convirtió posteriormente en un aspecto clave de su pensamiento, basado también en su creencia en el determinismo. Mientras que los epicúreos creían que el universo carecía esencialmente de significado, los estoicos creían que Dios (entendido como uno con el universo) daba significado al mundo. En respuesta al problema del mal, los estoicos desarrollaron el concepto de teodicea. El filósofo estoico Hierocles también desarrolló el concepto de moralidad basada en círculos concéntricos de proximidad al individuo, como la familia, la comunidad y la humanidad, con el proceso de unir al yo y al otro llamado Oikeiôsis.

## Ética india
El fundamento del hinduismo se encuentra en la epopeya del Mahabharata, que contiene el concepto de dharma, una concepción de la ley natural y los deberes necesarios para el mantenimiento del orden natural. El propio hinduismo es visto por sus seguidores como Sanātana Dharma, o la «Ley Eterna», que une a todos. Los cuatro objetivos del hinduismo son moksha (iluminación), artha (riqueza), kama (placer) y dharma. La importancia de moksha es que solo él puede atravesar maya, la ilusión que oculta la realidad, lo que requiere tanto comprender la impermanencia de la realidad material como también alcanzar una comprensión de la unidad del Ser (atman) y la base del ser (brahmán). Moksha también significa liberarse del ciclo de la reencarnación, que se rige por el karma, el equilibrio acumulado de buenas y malas acciones de un individuo. Esto, a su vez, se utilizó como justificación del sistema de castas. Durante la Era Axial, el ascetismo y la conversión en ermitaño aumentaron en popularidad, siendo en ocasiones una reacción a las estructuras sociales predominantes. De esta reacción surgieron dos sistemas de creencias importantes. El jainismo, formalizado por el filósofo asceta Mahavira, según el cual la iluminación llegaba a través de una vida perfectamente ética que exigía una renuncia total a matar cualquier ser vivo, incluido el más pequeño de los insectos. El otro fue el budismo, fundado por Buda. Otras respuestas a la época incluyeron escuelas materialistas como Charvaka, que abrazó el hedonismo y rechazó la espiritualidad.
La enseñanza más importante del Buda fue el Dhammacakkappavattana Sutta, en cuyo centro se encontraban las Cuatro nobles verdades. La primera de ellas fue duḥkha, el sufrimiento que forma parte de la vida. Esta es también una de las tres marcas de existencia que definen la vida, siendo las otras anitya, la impermanencia de todo, y anatman, o la no existencia del yo a través del tiempo. La segunda Noble Verdad es que todo sufrimiento humano es causado por un deseo que no se puede satisfacer, y que solo renunciando al deseo se podría acabar con el sufrimiento, que es la Tercera Noble Verdad. La Noble Verdad final es que el deseo solo se puede abandonar siguiendo el Noble Óctuple Camino. El Óctuple Sendero consta de ocho prácticas: visión correcta, resolución correcta, habla correcta, conducta correcta, modo de vida correcto, esfuerzo correcto, atención plena correcta y samadhi correcto («absorción o unión meditativa»; alternativamente, conciencia meditativa ecuánime). El Camino medio se refiere a aspectos importantes de las enseñanzas del Buda, ya sea a la práctica espiritual que se aleja tanto del ascetismo extremo como de la indulgencia sensual, que se define como el Noble Óctuple Sendero, o a la evitación por parte del Buda del eternismo (o absolutismo) y aniquilacionismo (y nihilismo). En el budismo Mahāyāna, śūnyatā («vacío») se refiere al principio de que «todas las cosas están vacías de existencia y naturaleza intrínsecas (svabhava)».

## Ética china
Confucio, que vivió casi contemporáneamente a Buda, se centró principalmente en la filosofía ética. Estaba especialmente interesado en cómo crear una sociedad armoniosa, que creía que se basaba en dos cualidades humanas: ren y li. Ren, el principio más elevado, describe la humanidad y abarca todas las cualidades necesarias para un comportamiento ideal entre las personas. Confucio argumentó que una forma de regla de oro debería ser el principio rector de todas las acciones. Sin embargo, también creía que diferentes formas de comportamiento eran apropiadas en diferentes relaciones. El segundo principio de li encarna esto al establecer la necesidad de seguir la tradición, los rituales y otras normas convencionales.

## Ética del derecho natural
En la Edad Media, Tomás de Aquino desarrolló una síntesis de la ética bíblica y aristotélica llamada teoría de la ley natural, según la cual la naturaleza de los humanos determina lo que está bien y lo que está mal. Por ejemplo, el asesinato está mal porque la vida es esencial para los seres humanos, por lo que privar a alguien de ella es inherentemente un mal. La educación es necesaria para el ser humano y es su derecho, porque su naturaleza intelectual requiere desarrollo. La teoría de la ley natural sigue siendo el centro de la enseñanza moral católica, por ejemplo, en sus posiciones sobre la anticoncepción y otras cuestiones morales controvertidas.
La práctica católica de la confesión obligatoria llevó al desarrollo de manuales de casuística, la aplicación de principios éticos a casos detallados de conciencia, como las condiciones de una guerra justa.

## Ética kantiana
Immanuel Kant, en el siglo XVIII, argumentó que el bien y el mal se basan en el deber, lo que nos emite un imperativo categórico, una orden que, por su naturaleza, debe ser obedecida. Una acción solo es verdaderamente moral si se hace por sentido del deber, y lo más valioso es una voluntad humana que ha decidido actuar correctamente. Para decidir lo que requiere el deber, Kant propone el principio de universalización: las reglas morales correctas son aquellas que todos pueden adoptar.
La filosofía de Kant marca una serie de cambios conceptuales importantes en el pensamiento filosófico sobre la ética. Kant sostiene que las cuestiones sobre la felicidad no deberían ser un foco del pensamiento ético, porque la ética debería ser universal, mientras que la felicidad puede implicar modos de vida muy diferentes para diferentes individuos. También creía que este enfoque era necesario para que una teoría ética evitara volverse «heterónoma»; es decir, localizar la fuente de la motivación moral adecuada fuera de las preocupaciones propiamente morales.

## Utilitarismo
En la Gran Bretaña del siglo XIX, Jeremy Bentham y John Stuart Mill defendieron elutilitarismo, la visión de que las acciones correctas son aquellas que probablemente resultarán en la mayor felicidad del mayor número de personas. El utilitarismo sigue siendo popular en el siglo XXI.
Tanto el kantismo como el utilitarismo proporcionan teorías éticas que pueden respaldar los desarrollos políticos liberales contemporáneos y las formas ilustradas asociadas de concebir al individuo.

## SigloXX
A principios del siglo XX se produjeron muchos debates sobre la metaética, es decir, la teoría filosófica sobre la naturaleza de la ética. Las opiniones iban desde elrealismo moral, que sostiene que las verdades morales se refieren a realidades independientes de la mente,la ética evolutiva, que cree que las prácticas éticas son simplemente formas evolucionadas de comportamiento que condujeron al éxito evolutivo, hasta la teoría del error de JL Mackie, que Sostuvo que toda la noción de obligación ética es un error.
Las reflexiones sobre el Holocausto, como las de Hannah Arendt, llevaron a una apreciación cada vez más profunda de la realidad del mal extremo. El Holocausto impactó inmensamente a otros filósofos judíos; por ejemplo, en el período de posguerra, Emmanuel Levinas desarrolló su «ética del otro» y situó la ética como la «primera filosofía». Esta filosofía mostró un enfoque en la relación con el otro en apuros como central para el desarrollo de la ética y colocó las teorías éticas en el centro del escenario de la filosofía. Además, como reacción al Holocausto, las teorías de los derechos, tal como se expresan, por ejemplo, en la Declaración Universal de Derechos Humanos de 1948, afirmaron los derechos morales inalienables de los seres humanos a la vida, la educación y otros bienes básicos. Otra respuesta a las atrocidades de la Segunda Guerra Mundial incluyó reflexiones existenciales sobre el significado de la vida, que llevaron a enfoques de la ética basados en «la situación» y la interacción personal.
A finales del siglo XX, se produjo el llamado «giro aretáico», y un renovado interés en la ética de las virtudes. Este giro a menudo se remonta a un artículo de GEM Anscombe, titulado Filosofía moral moderna. Este enfoque fue posteriormente impulsado y popularizado por figuras como Philippa Foot, Alasdair MacIntyre, Rosalind Hursthouse y Paul Ricoeur. El resurgimiento de esta posición ética vio de manera congruente un retorno al compromiso con filósofos anteriores asociados con la filosofía moral, como Tomás de Aquino y Aristóteles.

## Ética profesional y aplicada
Mientras que la ética de mediados del siglo XX se ocupaba principalmente de cuestiones teóricas, la ética médica seguía ocupándose de cuestiones de práctica. En la década de 1970 se produjo un resurgimiento de otros campos de la ética aplicada, la consideración de casos prácticos detallados en bioética, ética animal, ética empresarial, ética ambiental, ética informática, y otros campos especiales. El desarrollo de nuevas tecnologías generó muchas cuestiones nuevas, requiriendo un debate ético.